# Oando
A Oando é uma empresa petrolífera da Nigéria. Foi criada em 1976, quando o governo daquele país comprou 100% da ESSO West Africa Incorporated, uma empresa que pertencia à Exxon. Posteriormente em 1991 60% do capital da empresa foi privatizado para investidores particulares nigerianos.